# Worawut Sathaporn
Worawut Sathaporn (thailändisch วรวุฒิ สถาพร, * 25. Oktober 1997 in Ayutthaya) ist ein thailändischer Fußballspieler.

## Karriere
Worawut Sathaporn erlernte das Fußballspielen in der Jugendmannschaft von Bangkok United. Bei dem Verein aus der thailändischen Hauptstadt Bangkok stand er bis Ende 2019 unter Vertrag. In der ersten Mannschaft, die in der ersten Liga, der Thai League, spielte, kam er nicht zum Einsatz. Er spielte in der B-Mannschaft, die in der vierten Liga, der Thai League 4, in der Bangkok Region, antrat. Die Hinrunde 2019 wurde er an den Zweitligisten Air Force Central ausgeliehen. Der Verein, der ebenfalls in Bangkok beheimatet war, spielte in der zweiten Liga, der Thai League 2. Für die Air Force absolvierte er vier Zweitligaspiele. Nach Vertragsende bei Bangkok United unterschrieb er Anfang 2020 einen Vertrag beim Bangkok FC. Der Bangkoker Verein spielte in der dritten Liga, der Thai League 3. Hier startete der Verein in der Upper Region. Ein Jahr später wechselte er zum Amateurligisten MH Nakhonsi City FC. 2022 stieg er mit dem Verein aus Tha Sala in die dritte Liga auf. Die Saison 2022/23 stand er beim Drittligisten Samut Prakan FC unter Vertrag. Mit dem Verein spielte er 14-mal in der Bangkok Metropolitan Region der Liga. Zu Beginn der Saison 2023/24 unterschrieb er einen Vertrag beim Zweitligisten Ayutthaya United FC. Am Ende der Saison 2023/24 belegte er mit dem Klub den sechsten Tabellenplatz und qualifizierte sich somit für die Aufstiegsspiele zur ersten Liga. Hier konnte man sich jedoch nicht durchsetzen. Nach einer Saison, in der er 36 Ligaspiele bestritt, wechselte er im Juli 2024 zum Erstligaaufsteiger Nongbua Pitchaya FC. Am Ende der Saison 2024/25 belegte er mit Nongbua den 14. Tabellenplatz und musste somit in die zweite Liga absteigen. Nach dem Abstieg verließ er den Verein und schloss sich im Sommer 2025 seinem ehemaligen Verein, dem Erstligaaufsteiger Ayutthaya United FC, an.